# Wrightsville Beach
Wrightsville Beach is een plaats (town) in de Amerikaanse staat North Carolina, en valt bestuurlijk gezien onder New Hanover County.

## Demografie
Bij de volkstelling in 2000 werd het aantal inwoners vastgesteld op 2593.
In 2006 is het aantal inwoners door het United States Census Bureau geschat op 2577, een daling van 16 (-0.6%).

## Geografie
Volgens het United States Census Bureau beslaat de plaats een oppervlakte van
6,3 km², waarvan 3,5 km² land en 2,8 km² water. Wrightsville Beach ligt op ongeveer 6 m boven zeeniveau.

## Plaatsen in de nabije omgeving
De onderstaande figuur toont nabijgelegen plaatsen in een straal van 12 km rond Wrightsville Beach.